# ویده فن نیکرک
ویده فَن نیکرک (به آفریکانس: Wayde van Niekerk) (زادهٔ ۱۵ اوت ۱۹۹۲) یک دونده اهل آفریقای جنوبی است. از افتخارات وی می‌توان به شکستن رکورد جهانی دو ۴۰۰ متر با زمان ۴۳٫۰۳ ثانیه در ۱۴ اوت ۲۰۱۶ (المپیک ریو) و نیز کسب مدال طلا در همین ماده در ۲۰۱۵ پکن اشاره کرد.